# La Zaida
La Zaida é um município da Espanha na província de Saragoça, comunidade autónoma de Aragão. Tem 17,36 km² de área e em 2021 tinha 432 habitantes (densidade: 24,9 hab./km²).

## Demografia
| Variação demográfica do município entre 1991 e 2004 | Variação demográfica do município entre 1991 e 2004 | Variação demográfica do município entre 1991 e 2004 | Variação demográfica do município entre 1991 e 2004 |
| --------------------------------------------------- | --------------------------------------------------- | --------------------------------------------------- | --------------------------------------------------- |
| 1991                                                | 1996                                                | 2001                                                | 2004                                                |
| 653                                                 | 619                                                 | 584                                                 | 558                                                 |